# دومينيك كرين
دومينيك كرين (بالفرنسية: Dominique Crenn)‏، (مواليد سنة 1965)، هي طاهية فرنسية، حائزة على ثلاث نجوم من دليل ميشلان، وصاحبة مطعم أتيليه كرين (بالفرنسية: Atelier Crenn )‏ الذي يحمل اسمها والواقع في سان فرانسيسكو ، كاليفورنيا. 